# Давыдовка (Воронежская область)
Давы́довка — посёлок городского типа в Лискинском районе Воронежской области России. Административный центр Давыдовского городского поселения. Население — 5167 чел. (2021).
С 1928 по 1961 год село Давыдовка являлось центром Давыдовского района. С 1961 года является частью Лискинского района.

## География
Давыдовка расположена на реке Хворостань, впадающая в Дон в нескольких км западнее. В посёлке находится железнодорожная станция Давыдовка на линии Лиски—Воронеж Юго-Восточной железной дороги.
На северо-западе находятся хутора Луговой и Прогонный. На юго-западе находится село Дракино, на северо-востоке — Вознесеновка.

## История
Первыми жителями села Новой Хворостани (также Давыдовки) и ближайших деревень: Вознесеновки, Рождествено, Бодеевки, Ермоловки  стали крестьяне из поселения Давыдова Пустынь Московской губернии, решившие в 1762 году переселиться на свободные земли. 
Основана в 1767 году переселенцами из Давыдова Пустынь.

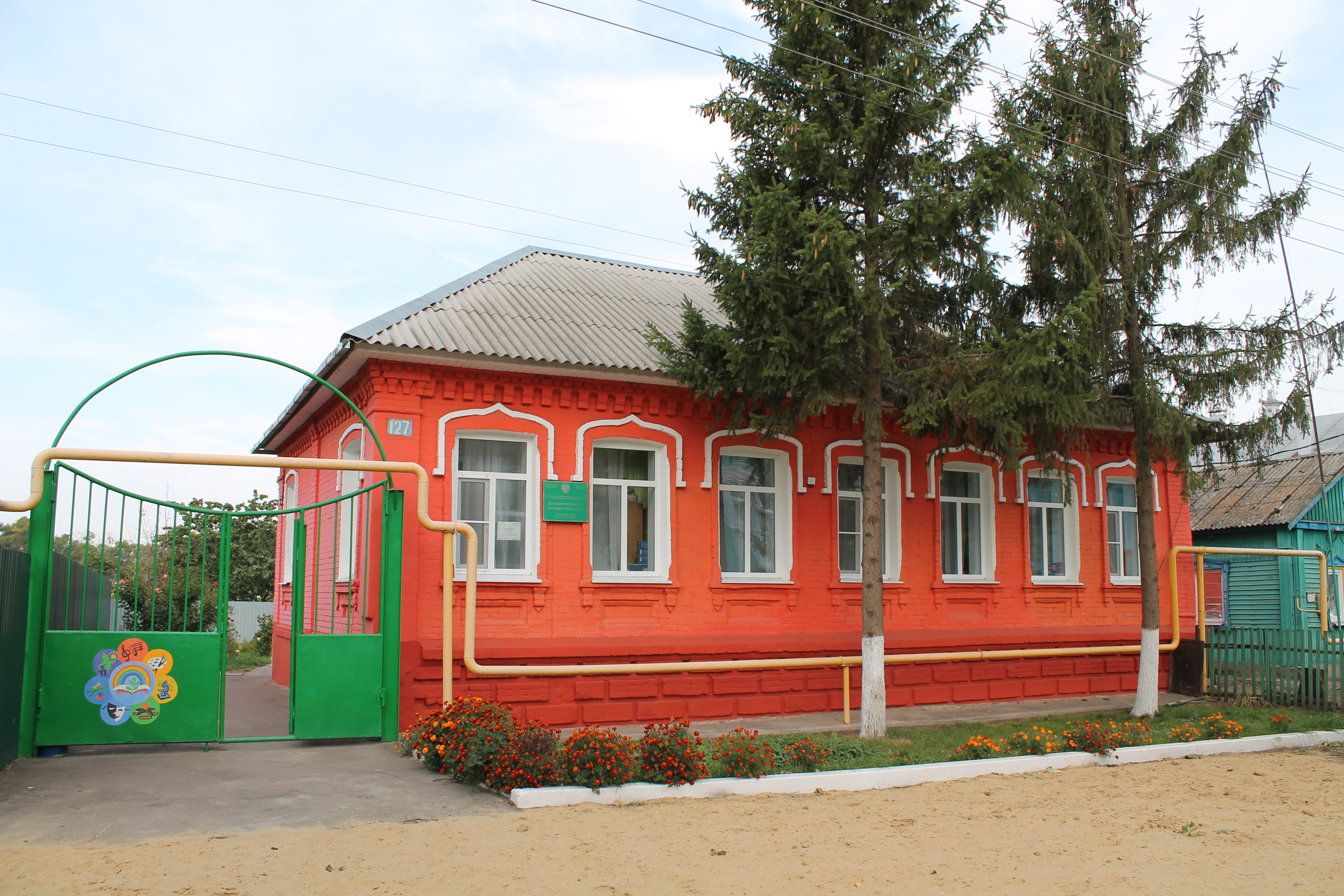
Жилой дом по улице Ленина 127

В 1779—1923 годах Давыдовка входила в состав Коротоякского уезда Воронежской губернии.
В 1869 году возле села была построена железнодорожная станция Давыдовка. Железная дорога поспособствовала экономическому росту. 
В 1885 году в селе появился врачебный пункт с амбулаторией. На 1900 году в Давыдовке было: 12 ветряных и 2 водных мельниц, 6 кирпичных заводов, 3 постоялых двора, 13 лавок, аптека, 3 хлебопекарни, маслобойный завод, 2 школы, 11 общественных зданий.
В 1916 году в селе была построена каменная Казанская церковь. В 1770 году в Давыдовке упоминалась деревянная церковь.
В 1923—1928 годах была в составе Острогожского уезда.
С 1928 по 1961 год село Давыдовка являлось центром Давыдовского района. 

В 1958 году селу был присвоен статус рабочего посёлка.
В 1960 году Давыдовке был присвоен статус посёлка городского типа. С 1961 года посёлок входит в Лискинский район.

## Население
| 1859  | 1897  | 1959  | 1970  | 1979  | 1989  | 2002  | 2009  | 2010  |
| ----- | ----- | ----- | ----- | ----- | ----- | ----- | ----- | ----- |
| 2498  | ↗3877 | ↗5622 | ↗6176 | ↗6540 | ↘6207 | ↘5923 | ↘5453 | ↗5633 |
| 2012  | 2013  | 2014  | 2015  | 2016  | 2017  | 2018  | 2020  | 2021  |
| ↘5539 | ↘5457 | ↘5381 | ↘5258 | ↘5168 | ↘5059 | ↘4994 | ↘4784 | ↗5167 |

## Экономика
Заводы: овощесушильный, кирпичный (закрыт в 2000-е).

## Известные люди

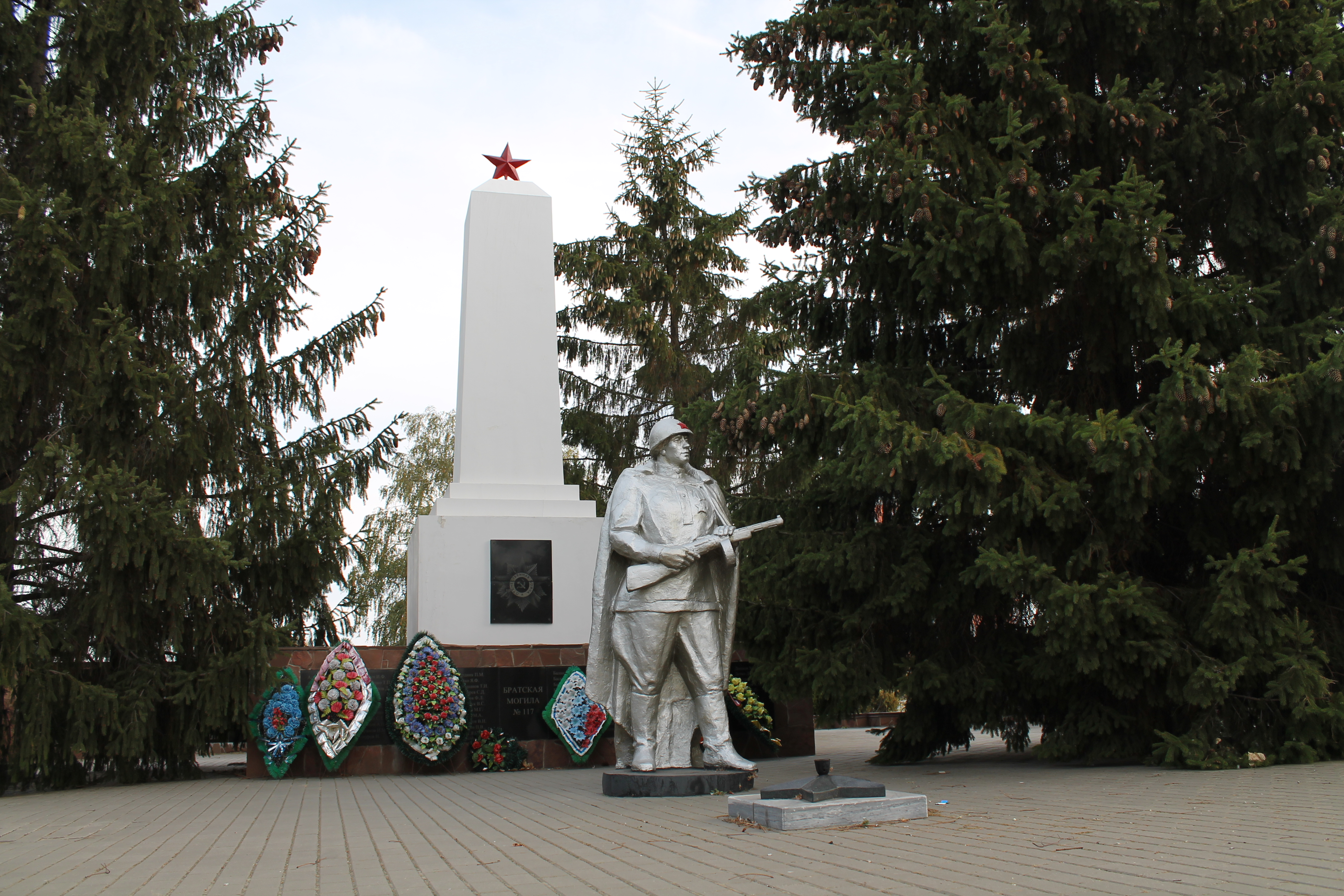
Братская могила в Давыдовке

В Давыдовке родились: артиллерист, Герой Советского Союза Андрей Кошелев; партизан, Герой Советского Союза Виктор Ливенцев; лётчик-космонавт, дважды Герой Советского Союза Анатолий Филипченко; Герой Социалистического Труда Екатерина Анохина; эпидемиолог Татьяна Мамчик; краевед Рудольф Литвинов.